# Développé décliné
Le développé décliné est une variante du développé couché où le banc est décliné (tête plus basse que le torse) pour mettre l'accent sur la partie basse et moyenne (pectoraux), et dans une moindre mesure le deltoïde antérieur et les muscles du bras (triceps). Cet exercice de musculation aide à bâtir une poitrine plus complète et mieux équilibrée. C'est l'exercice de base pour les personnes ayant des clavicules longues, des longs avant-bras et une petite cage thoracique.

## Exécution du mouvement
Comme le développé couché, le développé décliné se fait avec une barre droite (guidée ou libre) ou avec des haltères.
Le degré d'inclinaison habituel est entre 25° et 30°,. En tout cas, les pieds doivent être calés pour éviter de glisser pendant l'exercice.
De la même manière que pour le développé couché, les scapulas ou omoplates doivent rester serrées et en arrière pendant toute la durée du mouvement.
L'exécution avec les haltères est périlleuse pour un pratiquant seul et nécessitera soit un partenaire, soit de bien se connaître pour ne pas risquer d'aller à l'échec et de perdre le contrôle d'un ou des haltères. Cet exercice peut également se faire au cadre guidée (smith machine).